# Quadriportico dei Teatri
Il Quadriportico dei Teatri, chiamato anche Caserma dei Gladiatori, è una struttura di epoca romana, sepolta dall'eruzione del Vesuvio del 79 e ritrovata a seguito degli scavi archeologici dell'antica Pompei: utilizzata inizialmente come foyer, fu in seguito trasformata in caserma per l'arte gladiatoria.

## Storia e descrizione

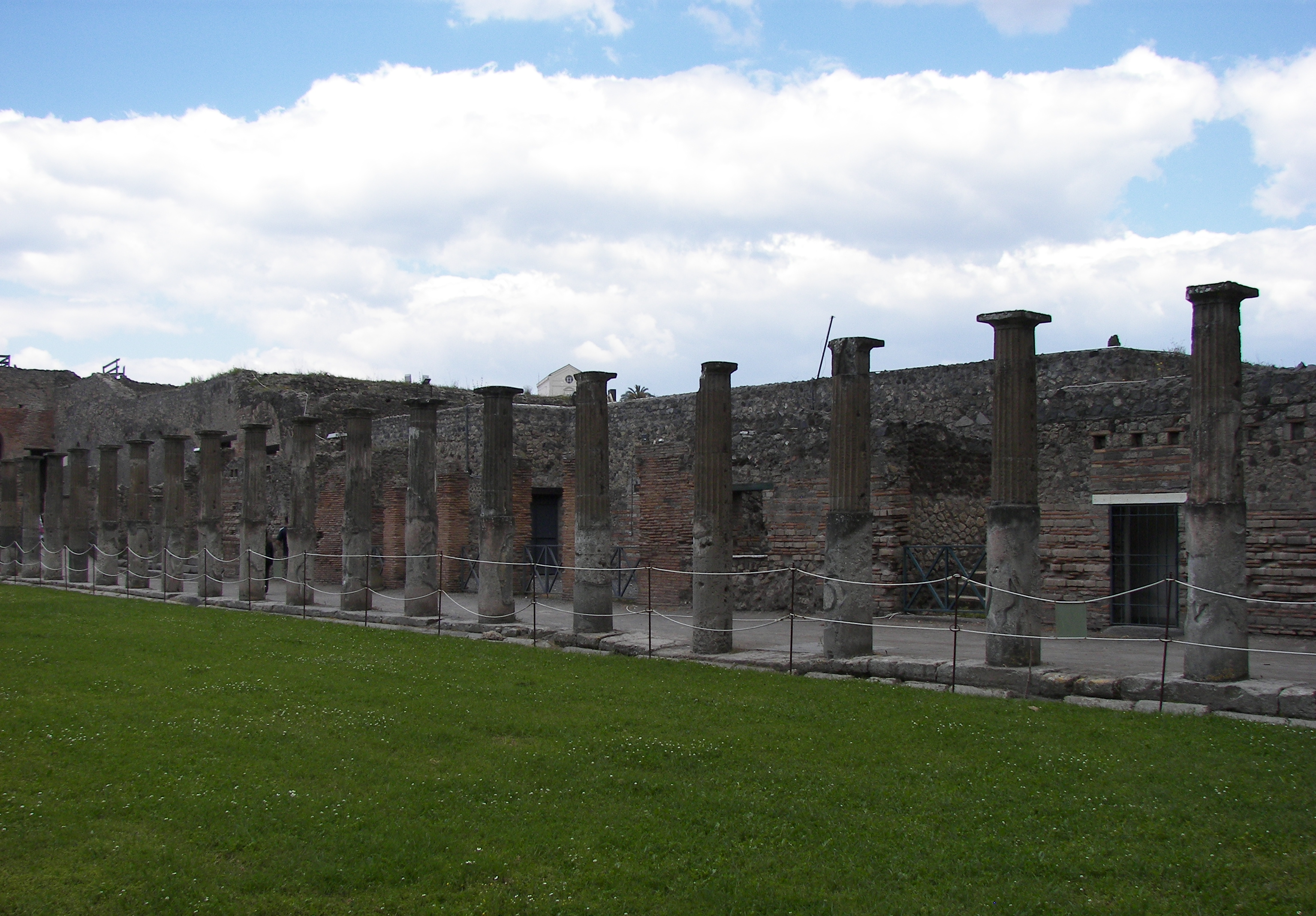
Il colonnato

Il Quadriportico dei Teatri fu costruito nei primi anni del I secolo a.C., forse 80 a.C., come zona di svago o riparo dalla pioggia per gli spettatori dei vicini teatri Grande e Piccolo, o, teoria meno accreditata, utilizzato come ginnasio per atleti; a seguito del terremoto di Pompei del 62, fu completamente ristrutturato ed ampliato e mutò la sua funzione in scuola per gladiatori: tuttavia, quando ancora i lavori non erano terminati, l'eruzione del Vesuvio del 79, lo ricoprì sotto una coltre di lapilli e ceneri. Fu riportato alla luce, insieme ai vicini teatri, a seguito degli scavi archeologici voluti dalla dinastia borbonica.
Alla struttura si accede tramite un ingresso principale posto sul lato nord-est, sullo stesso lato dove si trova il cortile del Teatro Grande ed è caratterizzato da tre colonne in ordine ionico; tuttavia erano presenti anche altri ingressi secondari, che permettevano l'accesso al quadriportico anche nei giorni in cui non erano in programma rappresentazioni teatrali: molte di queste aperture furono chiuse a seguito della trasformazione in caserma ed all'ingresso fu messo un posto di guardia ed una chiusura tramite porta. Lungo il lato nord è presente una scalinata che conduce al Foro Triangolare e che, prima del 62, era utilizzata come accesso ai teatri dalle personalità di spicco. All'interno, la struttura si presenta con un grosso cortile centrale, delimitato da un portico con settantaquattro colonne in tufo, in ordine dorico, con la parte inferiore scanalata. Le pareti perimetrali sono realizzate in lava vesuviana, in opera incerta: addossate a queste si aprono piccoli vani, al cui interno potevano ospitare massimo due persone, i quali furono costruiti sicuramente dopo il terremoto del 62, in tufo e laterizi: al momento dell'eruzione non erano ancora completati e mancava l'intonacatura. Altro ambiente era la cucina, utilizzata anche come sala da pranzo; due scale conducevano rispettivamente ad un ballatoio ed a stanze di dimensioni maggiori rispetto a quelle del piano inferiore, probabilmente riservate agli istruttori, i cosiddetti lanista. Durante l'esplorazione furono ritrovati elmi e spade decorate con scene della mitologia greca, abiti da parata decorati in oro e diciotto scheletri, tra cui quelli di una donna ricca di gioielli e di uno schiavo legato a dei ceppi.